# Puskás Ildikó
Puskás Ildikó (Nagyvárad, 1942. október 23. – Budapest, 2009. január 4.) egyetemi tanár, az ELTE Ókortörténeti Tanszékének egykori vezetője, az ókori India szakavatott kutatója.

## Élete
Protestáns családban született. Apja a Partium főlevéltárosa, nagyapja lelkész volt. 1956-ban telepedett át családjával Magyarországra. Tanulmányait az Eötvös Loránd Tudományegyetem indológia-görög-orosz szakjain végezte. Ösztöndíjasként 1967-ben egy évet Indiában töltött, ahol a Delhi University-n posztgraduális tanulmányokat folytatott. 
Miután hazatért, különböző felsőoktatási intézményekben tanított. 1968 és 1973 között a József Attila Tudományegyetem Klasszika-Filológiai Tanszékén dolgozott tanársegédként. 1973-tól az ELTE Ókortörténeti Tanszékének tanársegédje lett. 1987-ben megválasztottak a debreceni Kossuth Lajos Tudományegyetem Ókortörténeti Tanszékének vezetőjévé, majd 1995-ben lett az ELTE Ókortörténeti Tanszékének vezetője lett. 1989–90-ben a Missouri Állami Egyetem meghívott professzora volt. 2007-ben vonult nyugdíjba.
Simon Róbert arabista felesége volt. Gyermekei Novák Csanád és Novák Iringó. Jelentős indológiai könyvtárát halála után a Bhaktivedanta Hittudományi Főiskola (MKHK) könyvtárára hagyta.
A Magyar-Indiai Baráti Társaság korábbi elnöke volt.

## Művei

### Értekezések
1. Görög-ind szókészleti kapcsolatok. Szakdolgozat az ELTE Indoeurópai Nyelvtudományi Intézete és a Görög Filológiai Tanszékhez. Budapest. 1966. Gépirat. 78 p.
2. A prae-árya India. A régészeti, nyelvészeti és vallástörténeti források történeti értékeléséhez. Kandidátusi értekezés tézisei. Budapest. 1978. MTA TMB. 19 p.
3. A prae-árya India. A régészeti, nyelvészeti és vallástörténeti források történeti értékeléséhez. Kandidátusi értekezés. Budapest. 1978. Gépirat. 429 p.
4. A Mediterraneum és India kapcsolatai az i. e. 2/1. évezredben. Habilitációs eladás tézisei. I. Budapest. 1995. (1996. március 12.) 4 p.
5. Az India-kép változásai az antik hagyományban – Habilitációs téma tézisei II., Budapest, 1995, (1996. március. 12.) 4 p.
6. Indo-Mediterranean Crosscultural and Trade Relations in the Second-First Millennium B. C. Akadémiai doktori értekezés. Budapest. 1999. 358 p.
7. Indo-Mediterranean Crosscultural and Trade Relations in the Second-First Millennium B. C. Akadémiai doktori értekezés tézisei. Budapest. 1998/2001. 20 p.

### Önálló kötetek, monográfiák
1. Az indiai felsőoktatás. Budapest. 1973. FPK soksz. 77 p. (Információk a felsőoktatás köréből)
2. Istenek tánca. Rövid áttekintés az indiai vallásokról. Budapest 1984, Gondolat. 128 p. (Gondolat zsebkönyvek)
3. Hinduizmus. Források. Budapest 1991, Kőrösi Csoma Társaság. [2], III, 50 p. (Keleti vallások)
4. India bibliográfia / India Bibliography. (Kétnyelvű / Bilingual). Budapest 1991, Akadémiai Kiadó. 602 p. (Bibliotheca Orientalis Hungarica XXXV.)
5. Lélek a körforgásban. A hinduizmus születése. Budapest 2000, Balassi. 336 p., [24] t.
6. Hankiss Elemér (műsorvezető): Beszélgetések életről és halálról. Beszélgetőtársak: Blackenstein Miklós, Frőhlich Róbert, Puskás Ildikó, Szabó István és mások). Sajtó alá rend.: Szendi Edit. Budapest 2000, Helikon. 263 p.

### Tanulmányok, szakcikkek
1. India: történelem és filmriportázs. A televízió olasz filmsorozatáról. Világosság 1971. (12.) 5. pp. 309–315.
2. Jézus Indiában? Világosság. 1973. (14.) 8-9. pp. 560–561.
3. Az ókori India és az ázsiai termelési mód. Az MTA II. Osztályának Közleményei. 1975. (XXIV.) 1. pp. 145–157.
4. Beszámoló a fejlődő országok társadalmi viszonyairól tartott konferenciáról. (Steinbach Antallal) Az MTA II. Osztályának Közleményei. 1975. (XXIV.) 1. pp. 115–127.
5. On an Ethnographic Topos in the Classical Literature: The Gold-digging Ants. Annales Universitatis Scientiarum Budapestinensis de Rolando Eötvös Nominatae. Sectio Classica. 197-778. (V-VI.) pp. 73–87.
6. A védikus társadalom kialakulásának előzményei. Századok. 1978. (112.) 1. pp. 98–109.
7. Nekotorye problemy vedijskogo obshchestva. Vestnik Drevnej Istorii. (Moscow) 1978. 2. pp. 147–153.
8. Ancient India and the Asiatic Mode of Production. Oikumene. 1978. (II.) pp. 55–67.
9. Satyrs in India. (Kádár Zoltánnal). Acta Classica Universitatis Scientiarum. Debreceniensis. 1980. (XVI.) pp. 9–17.
10. Tradition and Innovation in the History of Indian Religions. I. Annales Universitatis Scientiarum Budapestinensis de Rolando Eötvös Nominatae. Sectio Classica. 1980. (VIII.) pp. 3–8.
11. Uralian and Dravidian: a Reconsideration. Études Finno-Ougriennes. (Paris) 1981.(XV.) pp. 273-290. (Prof. J. Erdődi Felicitation Volume).
12. Society and Religion in the Indus Valley Civilisation. In: B. Allchin (ed.): South Asian Archaeology 1981. Proceedings of the Sixth International Conference of the Association of South Asian Archaeologists in Western Europe Held in Cambridge University 5-10 July 1981, Cambridge. Cambridge University Press. 1984. pp. 162–165.
13. Ételek és étkezési szokások az ókori Indiában. História. 1982. (IV.) 3. pp. 3–4.
14. Herodotus and India. Oikumene. 1983. (IV.) pp. 201–207.
15. Megasthenes and the Indian Society of His Time. The Mysore Orientalist. 1983. (XIV.) pp. 182-188.
16. Inkább szemlesütve, mint gyönyörködve. Talányos szobrok az indiai templomok falán. Új mi világunk. 1984. (III.) 3. pp. 2–11.
17. At the Roots of the Hinduism. (Megjelent a Social, Political and Economic Systems Theme Group at the Assembly of the World's Religions önálló füzeteként.) McAfee, New Jersey, USA, Nov. 15-21. 1985. 7 pp.
18. Mahabharata-motifs in Classical Greek and Roman Sources. In: W. Morgenroth (ed.): Sanskrit and World Culture. Proceedings of the Fourth World Sanskrit Conference of the International Association of Sanskrit Studies, Weimar, May 23-30. 1979. Berlin. 1986. Akademie Verlag. pp. 257–262. (Schriften zur Geschichte und Kultur des Alten Orients. 18.)
19. Az Indus civilizáció – új értelmezés lehetőségei. Keletkutatás. 1986 sz. pp. 17–21. English summary: pp. 133–134.
20. A XXXII. Orientalista Világkongresszus, Hamburg, 1986. Keletkutatás. 1986 sz. pp. 102–104.
21. Trade Contacts between India and the Roman Empire. In: G. Pollet (ed.): India and the Ancient World. History, Trade and Culture before A. D. 650. (Prof. P. H. L. Eggermont Felicitation Volume). (Orientalia Lovanensia Analecta 25.) Leuven. 1987. Dept. Orientalistiek. pp. 141–156.
22. Az India-kutatás és az indiai irodalmak Magyarországon. In: Bethlenfalvy Géza, Puskás Ildikó (eds.): India magyar szemmel. Budapest. 1987. Indiai Nagykövetség. pp. 16–25.
23. In memoriam A. L. Basham. Acta Orientalia Academiae Scientiarum Hungaricae. 1987. (XLI.) pp. 129-130.
24. India and the Mediterranean. In: L. Archangelo (ed.): Storia, Letteratura, Arte dei Paesi Mediterranei. Chieti. Marino Solfanelli Editore. 1988. pp. 131-135.
25. A. L. Basham  Moments of Meeting. In: S. K. Maity, U. N. Thakur, A. K. Narain (eds.): Studies in Orientology. Essays in Memory of Prof. A. L. Basham. Agra. 1988. Y. K. Publishers. pp. 3–4.
26. Indian Religions in Classical Sources. In: S. K. Maity, U. N. Thakur, A. K. Narain (eds.): Studies in Orientology. Essays in Memory of Prof. A. L. Basham. Agra. 1988. Y. K. Publishers. pp. 166–173.
27. Indo-Mediterranica I. Acta Classica Universitatis Scientiarum Debreceniensis. 1988. (XXIV.) pp. 15–22.
28. Indo-Portuguese Crosscultural Tendencies: Portuguese Christian Culture versus Indian Hindu Culture. In: B. F. Taggie  R. W. Clement (eds.): Iberia and the Mediterranean. Warrensburg. 1989. CMSU. pp. 33–44.
29. Indian Religions in Classical Sources. Acta Classica Debreceniensis. 1989. (XXV.) pp. 61–66.
30. Megasthenes and the ,,Indian Gods" Herakles and Dionysos. In: R. W. Clement, B. F. Taggie, R. G. Schwartz (eds.): Greece and the Mediterranean. Kirksville, Mo. 1990. Sixteenth Century Publishers. pp. 39–47.
31. Az indiai társadalmi struktúra variánsainak és invariánsainak kérdéséhez (kitekintéssel a XX. századi tamilnádui viszonyokra.). In: Ecsedy L., Ferenczy M. (eds.): Vallások és hagyományok a kultúrák keresztútján. Budapest. 1990. MTA Orientalisztikai Munkaközösség. pp. 109–136. (Történelem és kultúra 6.)
32. VIII. Szanszkrit világkonferencia. 1990., Bécs. Keletkutatás. 1990 ősz. pp. 119-121.
33. Myth and Reality: Apollonius of Tyana in India. Acta Classica Debreceniensis. 1991. (XXVII.) pp. 115–123.
34. Megkésett sorok egy nagy indológus centenáriumára. (Heinrich Zimmer 1840-1943). Keletkutatás. 1991 tavasz. pp. 118-121.
35. Ancient India and the European Antiquity. In: L. Nyusztay (ed.): Hungarian Scholars on India and Indology. New Delhi. 1992. Hungarian Information and Cultural Centre. pp. 1–10.
36. Strabo and His Sources on India. Annales Universitatis Scientiarum Budapestinensis de Rolando Eötvös Nominatae. Sectio Historica. 1993. (XXVI.). pp. 59–73. (Gedenkschrift István Hahn)
37. Indian Studies and the Ramayana in Hungary. In: G. Pollet (ed.): Indian Epic Values. Ramayana and Its Impact. OLA 66. Leuven 1995. V. Peeters-DOS. pp. 137–153.
38. A vallástörténet és a vallásgyakorlat viszonya. Tattva. 1998. febr. pp. 47–50.
39. Fohász fiúgyermekért. História. 1997. (XIX.) 5-6. pp. 6–9.
40. The Sungas in Indian History and Culture. Acta Antiqua Academiae Scientiarum Hungaricae. 1998. (38.) pp. 223233.
41. Nőtípusok az ókori Indiában. Leány – Anya – Szerető – Aszkétanő. In: Küllős Imola (vál., szerk.): Hagyományos női szerepek. Nők a populáris kultúrában és a folklórban. Budapest. 1999. Magyar Néprajzi Társaság  Szociális és Családügyi Minisztérium Nőképviseleti Titkársága. pp. 291-302.
42. India. A szubkontinens az ezredfordulón. História. 1999. (XXI.) 9-10. pp. 9–13.
43. Zarándokok a Selyemúton. In: Kapitány Ágnes, Kapitány Gábor (összeáll.), Puskás Ildikó (szerk.): Állandóság a változásban. T'ung-pien. Tőkei Ferenc 70. születésnapjára. Budapest. 2000. Politika + Kultúra Alapítvány. pp. 323–352.
44. Myth and Reality: Apollonius of Tyana in India. Journal of Indian History. Trivandrum. 2001. Univ. of Kerala, Dept. of History. pp. 29–40. (Platinum Jubilee Volume.)
45. Az afgán föld és népei. História. 2001. (XXIII.) 8. pp. 4–6.
46. Őskor, ókor. História. 2001. (XXIII.) 8. pp. 7.
47. Görögök, hunok, türkök, arabok. Afgán területek, Kr. e. 4. – Kr. u. 16. század. História. 2001. (XXIII.) 8. pp. 10–13.
48. Indiai jelképek, színek. História. 2003. (XXV.) 5-6. pp. 16–20.
49. Az indiai civilizáció múltja és jelene. In: Heé Veronika (szerk.): Más kultúrák: az iszlám, India, Kína. Simon Róbert, Puskás Ildikó és Tálas Barna eladásai a Humanista Társadalmi Egyetemen. Budapest. 2004. Humanista Társadalmi Egyetem. pp. 16–35.

### Fordítások
1. Hahn István (összeáll.): Olvasókönyv I-II. Budapest. 1979. Tankönyvkiadó. (Ebben: Állam és társadalom az ókori Indiában. Óind szövegek magyarázata és fordítása. Dígha Nikája 3. 80. skk; Mahábhárata 12.59.5.; Rigvéda X. 90.) pp. 155–172.
2. Hahn István (szerk.): Róma istenei. Budapest. 1975. Gondolat. (Dionysios Halicarnassensis: pp. 69–71., 73-75., 76-78., 78-79.; Plutarchus: 40., 41-42., 119-120., 120-121.; Strabo: 80-81.)
3. Bhaksí, Csandrakánt: Haj. (novellafordítás) In: Égtájak. 1978-79. [Szerk.: Gy. Horváth László.] Budapest. 1979. Európa. pp. 29–38.
4. G. M. Bongard-Levin, E. A. Grantovszkij: Szkíthiától Indiáig. Az ősárja történelem talányai. Budapest. 1981. Gondolat. 222 p. (Név- és szómagyarázatok, bibliográfiai kiegészítés: pp. 195–220.)
5. K. A. Antonova, G. M. Bongard-Levin, K. K. Kotovszkij: India története. Budapest. 1981. Gondolat-Kossuth. 613 p., 24 t. (Ebből ford.: Ókor és középkor: pp. 5–209.; Megjegyzések az indiai szóanyag átírásához: pp. 5–6.; Rövidítések; Szó- és névmagyarázat; Név- és tárgymutató; Bibliográfiai ajánlás: pp. 489–609.)
6. D. Oates – J. Oates: A civilizáció hajnala. Budapest. 1983. Helikon. 150 p. (A múlt születése)
7. A tökéletes feleség. XX. századi indiai elbeszélések. (Ford. Sinka Erikával). Budapest. 1985. Európa. 282 p. (Ford.: 13-133., 183-266.; Utószó és életrajzi jegyzetek: pp. 267–280.)
8. Szaraszvati Ammá, K.: A tökéletes feleség. Rakéta Regényújság. 1987. (XIV.) 23. pp. 11-13.
9. Hinduizmus. Források. (a kötetben fordítóként jelzett óind szövegek)
10. Lélek a körforgásban. A hinduizmus születése. (a kötetben fordítóként jelzett óind szövegek)

### Szerkesztések
1. Prométheusz könyvek sorozat. Budapest. 1984-1987. Helikon. (Az első három kötet főszerk.: Hahn István). Kötetenként:
  1. Firmicus Maternus: Asztrológia. A pogány vallások tévelygéséről. [Vál., ford.: Bollók János.] Budapest. 1984. Helikon. 169 p., [12] t.
  2. Nami király megtérése. Dzsaina legendák és miniatúrák az Uttaradzsdzshajanaszuttából. [A szöveget mahárástrí nyelvbl, az utószót németbl ford. és a jegyzeteket készítette: Vekerdi József.] Budapest. 1984. 52 p. [12.] t.
  3. Matthias Vehe-Glirius: Istenismeret és más írások. [Vál., a jegyzeteket és az utószót írta: Dán Róbert; ford.: Ruttner Tamás.] Budapest. 1984. Helikon. 269 p.
  4. Popol Vuh. A maja-kicse indiánok szent könyve. [Ford., jegyzetekkel ellátta, és az utószót írta: Bolgár Lajos, Kuczka Péter.] Budapest. 1984. Helikon. 204 p. [6] t.
  5. Josephus Flavius: Apión ellen, avagy A zsidó nép ősi voltáról. [Görögből ford., jegyzetekkel ellátta és az utószót írta: Hahn István.] Budapest. 1984. Helikon. 135 p. [16] t.
  6. L. Caecilius Firmianus Lactantius: Az isteni gondviselésről. [Ford., a jegyzeteket és az utószót írta: Adamik Tamás.] Budapest. 1985. Helikon. 209 p. [12] t.
  7. Plutarkhosz: Szókratész daimónja. [Vál., ford., a jegyzeteket és az utószót írta: W. Salgó Ágnes.] Budapest. 1985. Helikon. 173 p. [12] t.
  8. A törzsek származásáról, avagy A kincsesbarlang. [Szírből ford.: Ormos István, jegyzeteket készítette: Fröhlich Ida, az utószót írta: Hahn István.] Budapest. 1985. Helikon. 134 p. [8] t.
  9. Marcus Tullius Cicero: Az istenek természete. [Ford., és a jegyzeteket készítette: Havas László, utószó: Hahn István.] Budapest. 1985. Helikon. 249 p. [12] t.
  10. Baal és Anat. Ugariti eposzok. [Ford., a jegyzeteket és az utószót írta: Maróth Miklós.] Budapest. 1986. Helikon. 168 p. [8] t.
  11. Szem meglátott, szív megvert. Magyar ráolvasások. [Vál., összeáll., a jegyzeteket és az utószót írta: Pócs Éva.] Budapest. 1986. 285 p., [12] t.
  12. P. Ovidius Naso: Római Naptár = Fasti. [Ford., a név- és tárgymutatót készítette: Gaál László, a jegyzeteket és az utószót írta: Bollók János.] Budapest. 1986. Helikon. 258 p. [12] t.
  13. Csodatévő Takla Hájmánót. Válogatás. [Vál., geezből ford., a jegyzeteket és az utószót írta: Ormos István.] Budapest. 1986. Helikon. 164 p. [12] t.
  14. Titkos tanítások. Válogatás az upanisadokból. [Vál., ford., az utószót és a jegyzeteket írta: Vekerdi József.] Budapest. 1987. Helikon. 198 p. [6] t.
  15. Nisan sámánnő. Mandzsu vajákos szövegek. [Vál., mandzsuból ford., a jegyzeteket és az utószót írta: Melles Kornélia.] Budapest. 1987. Helikon. 101 p. [8] t.
  16. Kapujanincs átjáró. Kínai csan-buddhista példázatok. [Vál., ford., a jegyzeteket és az utószót írta: Miklós Pál.] Budapest. 1987. Helikon. 236 p. [8] t.
  17. A Korán. [Ford.: Simon Róbert] Budapest. 1987. Helikon. 493 p. [8] t. 1.17.b Simon Róbert: A Korán világa. Budapest. 1987. Helikon. 553 p. [12] t.
2. Téchy Olivér: Buddha. Budapest. 1986. Gondolat. 456 p. (Előszó: pp. 7-24; szó- és fogalommagyarázat: pp. 391456.)
3. Bethlenfalvy Géza, Puskás Ildikó: India magyar szemmel. Budapest. 1987. Indiai Nagykövetség. 141 p.
4. Acta Classica Debreceniensis. (a folyóiratot Havas Lászlóval közösen szerk.) Debrecen. 1988-1991. Kossuth Lajos Tudományegyetem.
5. Eliade, Mircea: Vallási hiedelmek és eszmék története. I-III. Az 1. kötetet szerk. Voigt Vilmos, szaklektor: Puskás Ildikó; ford.: Saly Noémi, az utószót írta: Simon Róbert. Budapest. 1994-1996. Osiris. 443 + 479 + 348 p. (Osiris könyvtár  Vallástörténet. Sorozatszerk: Hubai Péter,  Puskás Ildikó, Simon Róbert)
6. Hahn István: A próféták forradalma. Vallástörténeti és történelmi tanulmányok. Összeáll., szerk., a bibliográfiát és a névmutatót készítette: Haraszti György, a szöveget szakmailag gondozta: Puskás Ildikó. Budapest. 1998. Múlt és Jöv. 296 p.
7. Állandóság a változásban. T'ung-pien. Tőkei Ferenc 70. születésnapjára. Összeáll.: Kapitány Ágnes, Kapitány Gábor. (Szerk.: P. I.) Budapest. 2000. Politika + Kultúra. 467 p.
8. Eliade, Mircea: A samanizmus. Az eksztázis ősi technikái. Ford.: Saly Noémi. (A fordítást az eredetivel egybevetette és szerk.: P. I.) Budapest. 2001. Osiris. 523 p. (Osiris könyvtár  Vallástörténet)
9. Eliade, Mircea: Okkultizmus, boszorkányság és kulturális divatok. Összehasonlító vallástörténeti tanulmányok. Ford.: Benedek Mihály. (A fordítást az eredetivel egybevetette és szerk.: P. I.) Budapest. 2002. 160 p.
10. Harmatta János: Ókori keleti történeti chrestomathia.[ford., és jegyzetekkel ellátta: Dávid Antal et al.] Budapest. 2003. Osiris. 430 p. (Osiris tankönyvek)
11. Keleti források. Fontes orientales. Sorozatszerk.: Simon Róberttel, Budapest, 2006, Corvina, Kötetenként:
  1. Buzurg Ibn Sahrijár: India csudálatosságai. Ford., a jegyzeteket és az utószót írta: Simon Róbert. Budapest. 2006. Corvina. 186 p.
  2. Uszáma Ibn Munqidz: Intelmek könyve. Egy szíriai emír memoárja a keresztes háborúk korából. Ford., a jegyzeteket és az utószót írta: Simon Róbert. Budapest. 2006. Corvina. 334 p.
  3. Ibn Fadlán: Beszámoló a volgai bolgárok földjén tett utazásról. Ford., a jegyzeteket és az utószót írta: Simon Róbert. Budapest. 2007. Corvina. 193 [2] p.
  4. Puránák. A hindu legendairodalom gyöngyszemei. Ford., és utószó: Vekerdi József., vál., és a jegyzeteket készítette: Makai Melinda és Pap Ágnes. Budapest. 2008. Corvina. 248 p.

### Kisebb közlemények
1. Az indiai helyzet. Kerekasztal-beszélgetés. Szerk.: Lévai Imre, Meszerics Istvánné. Budapest. 1979. ELTE. 41 p. (Puskás Ildikó hozzászólása: p. 34.)
2. Egy szubkontinens évezredei. K. A. Antonova, G. M. Bongard-Levin, G. G. Kotovszkij: India története. (könyvismertetés) Népszabadság. 1982. 03. 04. p. 7.
3. Önvizsgálat és történelem. Dzsaváharlál Nehru: India felfedezése. Indira Gándhi: Az én igazságom. (könyvismertetés). Népszabadság. 1982. 07. 29. p. 7.
4. Elhunyt Hahn István akadémikus. Magyar Nemzet. 1984. 07. 28.
5. Hahn István 1913-1984. (bevezetés a megemlékezésül közölt fordításrészlethez.) Egyetemi Lapok. 1984. 09. 14.
6. A világ tetején. Rádió- és Televízióújság. 1986. (XXXI.) 16. p.
7. Tagore-tól napjaink szitárművészeiig. Népszabadság a magyar-indiai kapcsolatokról. 1998. 269. p. 32.

### Lexikon szócikkek
1. Világirodalmi lexikon. 1-19. köt. Főszerk.: Király István. Budapest. 1970-1996. Akadémiai Kiadó.
2. Esztétikai kislexikon. Szerk.: Szerdahelyi István, Zoltai Dénes. 2. átd., bőv. kiad. Budapest. 1972. Kossuth Kiadó. 718 p.
3. Pedagógiai Lexikon. 1-4. köt. Főszerk.: Nagy Sándor. 1976-1979. Akadémiai Kiadó.
4. Kulturális kisenciklopédia. Főszerk.: Kenyeres Ágnes. Budapest. 1986. Kossuth Kiadó. 785 p.